# Чінна
Чінна — місто та адміністративний центр комуни Марк, лен Вестра-Йоталанд, Швеція, що має 14 776 жителів (2010).
Чінна знаходиться в 30 км на південь від Буроса та 60 км на південний схід від Гетеборга. Оригінальна Чінна виросла разом з Скене та Ербю, які включені в сучасну міську територію.

## Видатні особистості
- Габріелла Квеведо — шведська гітаристка.
- Йонас Єребко — шведський баскетболіст, що з 2018 року грає за Голден-Стейт Ворріорс.
- Юган Ларссон — шведський футболіст.